# Marianne Verger
Pour les articles homonymes, voir Verger (homonymie).
Marianne Verger, née le 3 octobre 1903 à Alger et morte en février 1960, est une femme politique française. Elle fut membre de l'Assemblée consultative provisoire à Paris, en 1944-1945.

## Biographie
Fonctionnaire à la préfecture de la Seine, elle est secrétaire de l'organisation féminine du Parti républicain, radical et radical-socialiste avant la Seconde Guerre mondiale.
Repliée à Toulouse, puis dirigeante du bureau de la famille d'un arrondissement parisien (1942), elle délivre de fausses pièces  d'identité et cartes d'alimentation aux réfractaires.
Résistante dans le mouvement Ceux de la Libération, elle est déléguée par celui-ci pour siéger à l'Assemblée consultative provisoire de novembre 1944 à août 1945. Mais aux premières élections législatives tenues après la Libération (1re Assemblée nationale constituante) en octobre 1945, candidate en seconde place dans le département de la Haute-Garonne sur une liste d'Union républicaine conduite par André Hauriou, elle n'est pas élue (cette liste n'eut aucun élu).
Le 9 avril 1946, elle cofonde et vice-préside le Rassemblement des gauches républicaines (RGR). Elle se présente sous cette étiquette aux élections législatives de juin 1946 (2e Assemblée nationale constituante) comme tête de liste dans les Basses-Alpes. Battue une nouvelle fois, elle devient par la suite (décembre 1947) conseillère de l'Union française.

## Proposition d'accès des femmes à la magistrature
À l'Assemblée consultative, Marianne Verger soumet aux délégués une proposition tendant à ouvrir aux femmes l'accès à la magistrature. Cette proposition signée par toutes les femmes déléguées à l'Assemblée, reprise par l'Assemblée Constituante, conduit à l'adoption de la loi du 11 avril 1946 allant en ce sens. 

## Distinction
- Médaille de la Résistance française (décret du 6 avril 1944)[9]